# The Summer Set
The Summer Set est un groupe de pop rock américain, originaire de Scottsdale, en Arizona. Formé en 2007, le groupe comprend actuellement le chanteur Brian Dales, le guitariste John Gomez, le bassiste Stephen Gomez, et la batteuse Jess Bowen. Anciennement signé chez The Militia Group en 2008, et chez Razor and Tie entre et 2009 et 2011, ils signeront chez Fearless Records et compteront quatre albums : Love Like This (2009), Everything's Fine (2011), Legendary (2013), Stories for Monday (2016) et quatre EP.

## Biographie

### Origines et débuts
Après quelques années à jouer de la musique ensemble, Jess Bowen et deux frères, John et Stephen Gomez, commencent à jouer dans un groupe appelé Last Call for Camden avec Kennedy Brock (plus tard dans le groupe The Maine) et le guitariste Weston Michel. Last Call for Camden sort alors un CD intitulé Keep Your Feet on the Ground avant de se séparer. Après la séparation de Last Call for Camden, Jess, John et Stephen forment, pendant l'automne 2007, le groupe The Summer Set avec Brian Dales et Josh Montgomery. Ensemble, ils auto-produisent leur premier EP, Love The Love You Have, en novembre 2007.
À la suite du succès que leur EP a rencontré sur Internet, le groupe signe un contrat avec le label indépendant The Militia Group en avril 2008,. Le groupe enregistre leur premier EP studio intitulé ...In Colors qui sort officiellement sur iTunes le 24 juin,,. En parallèle, ils enregistrent une version pop punk de la chanson Love In this Club du chanteur Usher, et sortent la chanson en téléchargement gratuit sur leur page Buzznet. Le groupe sort en 2008 son troisième EP, intitulé Meet Me on the Left Coast, avec deux nouvelles pistes. Love in this Club est présente en tant que chanson bonus sur iTunes.
Le premier album studio du groupe, Love Like This, est publié le 13 octobre 2009. Le groupe apparaît également sur la compilation Punk Goes Classic Rock, publiée par Fearless Records, reprenant la chanson I Wanna Rock and Roll All Nite de Kiss. En 2010, ils rééditent leur premier album, Love Like This, sous le nom de Love Like Swift, avec cinq reprises de la chanteuse Taylor Swift. Le groupe joue sur le Warped Tour depuis 2010 sur la scène Glamour Kills. En 2010, ils jouent également sur le Dirty Work Tour avec All Time Low, Yellowcard, et Hey Monday

### Everything's Fine
Everything's Fine, le deuxième album du groupe, est publié le 19 juillet 2011. Les membres du groupe ont travaillé avec les auteurs Paul Doucette et Mike Daly pour cet album. Ce second album fait découvrir à leur fans de nouvelles facettes des membres. Le pochette de l'album affichant des visages tristes montre que le titre (Everything's Fine en français Tout Va Bien) est totalement sarcastique. « Notre premier disque représentait juste une seule émotion. Le second est "yin et yang". Nous avons eu des hauts et des bas récemment, certaines ruptures, quelques essais généraux et des tribulations. C'est un album qui dit que nous sommes encore jeunes, mais on grandit et on expérimente de nouvelles choses. D'une certaine manière, il est optimiste, aussi. » annonce John Gomez.
Le 16 août 2012, ils annoncent officiellement avoir signé avec Fearless Records.

### Legendary
Le premier single, Boomerang, est sorti en mars 2013. Le 30 avril 2013, The Summer Set publie le clip vidéo de Maybe Tonight. En parallèle à cette vidéo, The Summer Set lance Half Moon Kids, un forum créé pour discuter, encourager, et soutenir les efforts créatifs des fans de Summer Set. Legendary est le troisième album studio du groupe, sorti le 16 avril 2013 sous le label Fearless Records. Le premier single, Boomerang, et publié en mars et s'accompagne d'un clip en juin.
En 2013, The Summer Set sot vainqueur du concours Rising Star de iHeartRadio. Le 28 novembre 2013, The Summer Set prend part au Macy’s Thanksgiving Day Parade.

### Stories for Monday
Le 21 janvier 2016, le groupe annonce un quatrième album, Stories for Monday, pour le 1er avril. Ils publient aussi le premier single de l'album, Figure Me Out. Deux semaines plus tard sort le deuxième single de l'album, Missin' You, et un troisième, Jean Jacket, le 17 mars 2016. Le 4 avril 2016, The Summer Set joue au rally de Bernie Sanders à Milwaukee, dans le Wisconsin.

## Style musical
Leur album Love Like This est catégorisé rock alternatif, emo-pop, pop, pop punk, et synthpop. Everything's Fine est catégorisé emo-pop, pop,, pop punk, pop rock, power pop et reggae pop. Legendary est catégorisé country-pop, emo-pop, pop,, et pop rock.

## Membres

### Membres actuels
- Brian Logan Dales - chant (depuis 2007)
- Jess Bowen - batterie (depuis 2007)
- John Gomez - guitare, piano, chœurs  (depuis 2007)
- Stephan James Gomez - basse, chœurs (depuis 2007)
- Josh Montgomery - guitare  (depuis 2008)

### Ancien membre
- Dillon Morris  (2007)

## Discographie

### Albums studio
- 2009 : Love Like This
- 2011 : Everything's Fine
- 2013 : Legendary
- 2016 : Stories for Monday

### EP
- 2007 : Love The Love You Have
- 2008 : ...In Color
- 2008 : Meet Me On The Left Coast
- 2011 : What Money Can't Buy

### Ré-édition
- 2010 : Love Like Swift